# Горбик, Никита Иванович
Никита Иванович Горбик  — советский хозяйственный, государственный и политический деятель, Герой Социалистического Труда.

## Биография
Родился в 1912 году в станице Ирклиевская в семье зажиточного казака. В 1930 году семья Горбиков была репрессирована с выселением в село Куряково в район Верхотурье Северного Урала, где его родители и сёстры умерли, а родные братья потерялись. В 1930 году Никита Иванович переехал в п. Абрау-Дюрсо Краснодарского края, женился, родилось четверо детей: три дочки и сын.
С 1931 года — на хозяйственной, общественной и политической работе. В 1931—1972 гг. — бригадир виноградарской бригады совхоза «Абрау-Дюрсо». Участник Великой Отечественной войны, второй заряжающий зенитно-артиллерийского расчёта на Южном фронте. После войны работал бригадиром виноградарского совхоза «Абрау-Дюрсо», Министерства пищевой промышленности СССР в Новороссийском районе Краснодарского края. Член КПСС.
Указом Президиума Верховного Совета СССР от 26 сентября 1950 года присвоено звание Героя Социалистического Труда с вручением ордена Ленина и золотой медали «Серп и Молот».
Умер в Абрау-Дюрсо в 2001 году.